# Arne Bergodd
Arne Bergodd, né le 16 août 1948 à Drammen, est un rameur d'aviron norvégien. 

## Carrière
Arne Bergodd participe aux Jeux olympiques de 1976 à Montréal et remporte la médaille d'argent avec le quatre sans barreur norvégien composé de Ole Nafstad, Finn Tveter et Rolf Andreassen.